# 기아 세레스

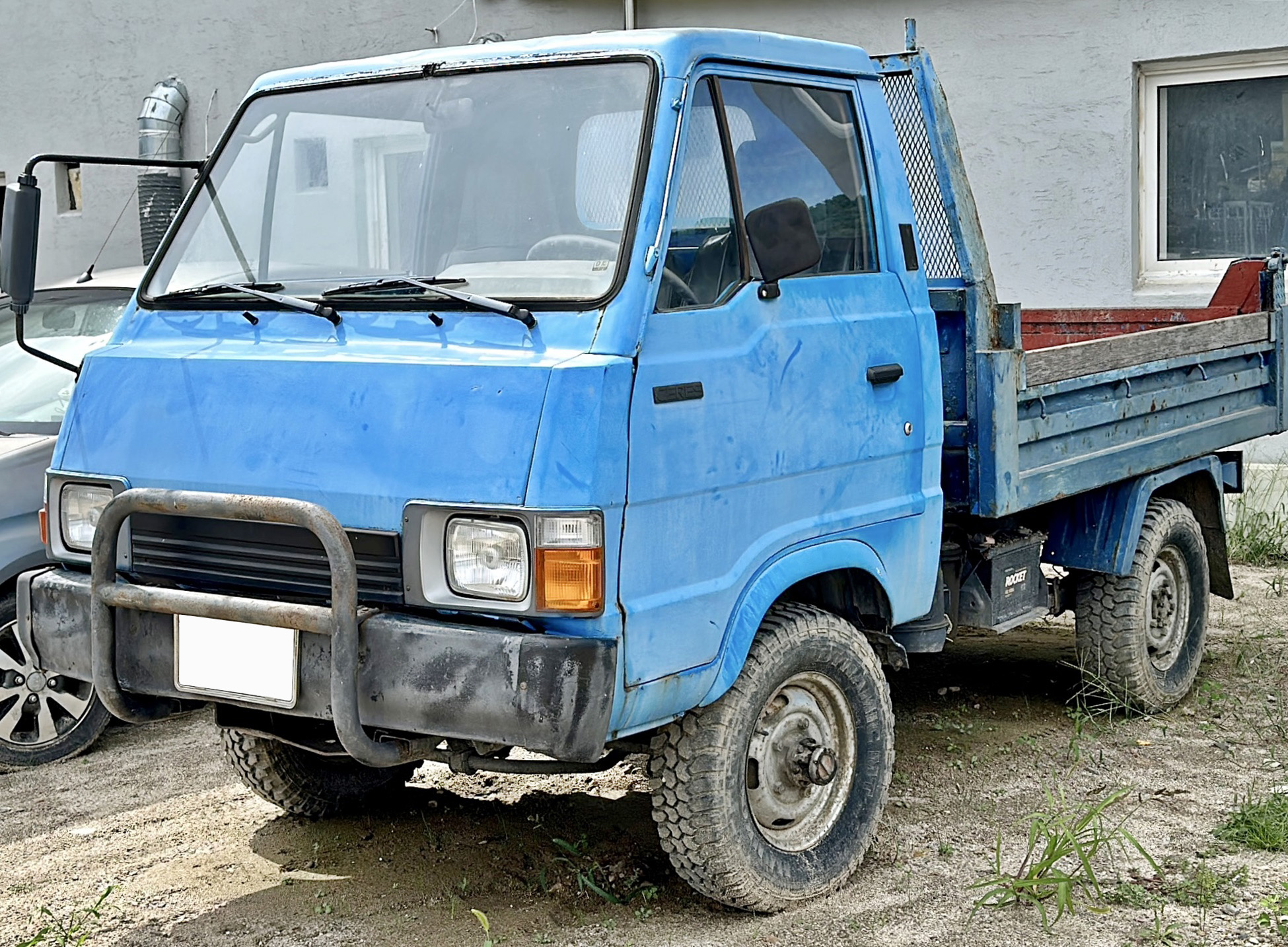
기아 세레스(전기형) 정면

기아 세레스(Kia Ceres)는 기아가 1983년에 제 1세대 봉고 트럭을 기반으로 만든 농업용 고상형 1톤 트럭이다. 
- 차명인 세레스는 로마 신화에 나오는 농사의 여신 케레스(Ceres, 그리스 신화의 Demeter 여신에 해당)에서 유래하였다.
- 초기에는 후륜구동으로만 출시되었으나, 1986년부터 4륜구동이 추가되었다. 4륜구동은 단축형에 적용됐고, 장축형은 여전히 후륜구동이었다.
- 앞면 기아 로고가 KIA MASTERS에서 KIA MOTORS로 변경되었다.

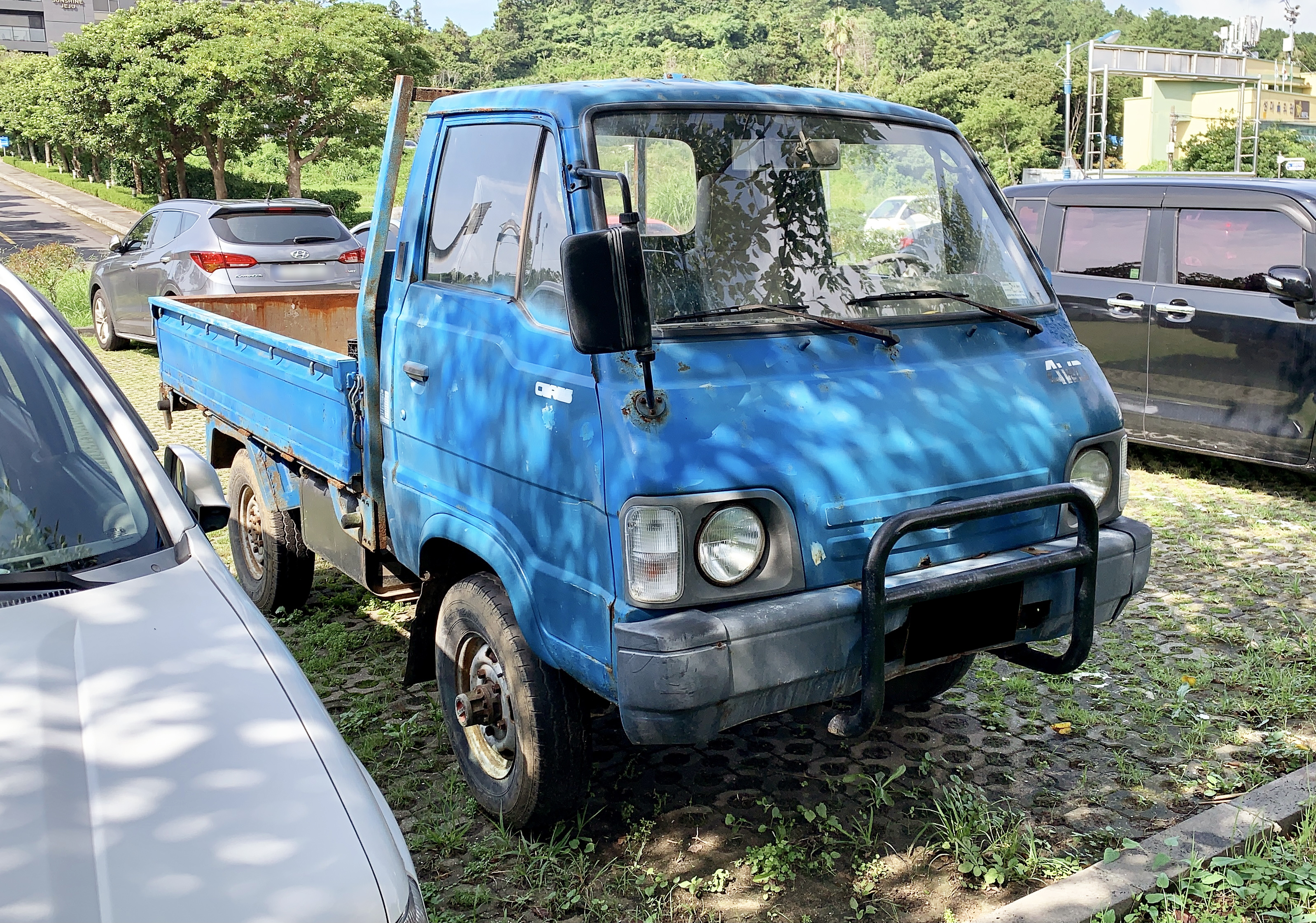
기아 세레스(후기형) 정면

- 기아 세레스(후기형) 정면1986년 11월 기아자동차 새 CI 출범과 동시에 1988년 앞면 기아 로고가 KIA MOTORS에서 kia(상단에는 물결표시 됨)로 변경되었다.
- 1994년 기아자동차 새 CI 출범과 동시에 앞면 기아 로고가 kia(상단에는 물결표시 됨)에서 금색 테두리를 두른 빨간바탕의 타원속 KIΛ로 변경되었다.
- 1995년에는 페이스리프트를 통하여 기존의 사각형 헤드 램프가 원형으로 바뀌고 캡의 모양도 둥글게 다듬어졌다. 또한 4륜구동이 기본 사양으로 바뀌었다.
- 카고형, 덤프형, 주유차 등이 존재하였으며, 4륜구동을 적용하여 거친 농로나 임야, 경사면에서도 주행이 가능하다.
- 경운기에 비해 빠르고 내구성이 좋으며, 양수기나 농약 살포기를 장착할 수 있어서 농촌에서 많이 사용하였기 때문에 농촌에서는 많이 보이지만, 대도시에서는 보기 드문 트럭이다. 제주특별자치도에서 특히 많이 보이는 트럭이다.
- 출시 초기에는 2.2ℓ 디젤 엔진이 장착됐고, 1996년부터 배기가스 규제로 1999년에 단종될 때까지 2.4ℓ 디젤 엔진을 장착했다.
- 카스테레오 외에 파워 스티어링, 파워 윈도우 등의 편의 사양이 없었으며, 심지어 에어컨도 선택할 수 없었다.
- 기존 1톤 트럭에 비해 최고 속도가 느리고(약 100km/h 정도), 높은 지상고에 비해 전폭이 좁아서 눈길에 잘 전복된다는 단점이 있다.
- 배기가스 규제 미달로 1999년에 봉고 프런티어에 통합되는 형식으로 단종되었으며, 봉고 프런티어에 4륜구동 방식의 트림이 추가되었다.
- 전륜 현가장치는 동일 차체의 1세대 봉고와는 다르게 판(리프) 스프링이다.